# K2 (가수)
K2(본명: 김성면, 1967년 7월 31일 ~ )는 대한민국의 싱어송라이터이자 배우이다.

## 생애
1988년 록 음악 밴드 '철장미'의 보컬리스트로 첫 데뷔하였고 1991년 록 음악 밴드 '피노키오' 리드 보컬리스트로 정식 데뷔하여 서정성 가득한 록발라드로 많은 인기를 얻었다. 대중의 입맛에 충실하면서도 완성도 있는 음악을 만들어냈던 이들의 음악적 배경에는 헤비메탈 그룹 활동을 통해 다져진 다양한 무대경험, 열정 등 음악적 견고함이 있다.
특히 K2 김성면은 애절하고 가슴저린 특유의 감성적 보컬과 4옥타브를 넘나드는 시원한 보이스, 두 가지 매력을 지닌 장점으로 발라드 팬층에서부터 록을 선호하는 층까지 꾸준한 사랑을 받아오고 있다. 철장미의 리드보컬로 활동하던 김성면과 스래시 메탈밴드인 아발란시(Avalanche)의 기타리스트로 재적 중이던 테크니션 이태섭은 한국 최초의 옴니버스 메탈앨범인 <Friday Afternoon 1>에서 처음으로 조우했다. 이후 김성면은 그룹 피노키오에서 활약하며 '사랑과 우정사이'라는 히트곡을 배출하며 샤우팅 창법에서 한결 부드럽고 대중적인 보컬 스타일로 영역을 확장했다.
1994년 그는 이태섭과 함께 K2를 결성하고 작곡가로서도 역량을 드러내며, 손지창의 히트곡 ‘사랑하고 있다는 걸’과 더 블루(손지창 김민종)의 ‘친구를 위해’등을 직접 작곡, 록 발라드에 대한 빼어난 감각을 보여주며 아름다운 선율의 탐구를 본격적으로 시작했다.
K2의 음악은 김성면의 하이 톤 보이스를 앞세우며 극적인 절정 부를 포함하고 있다. 특히 이들의 인기 레퍼토리는 모두 이런 형식을 따르고 있다. '슬프도록 아름다운', '잃어버린 너', '소유하지 않은 사랑', '유리의 성'등이 그 드라마틱한 구성을 확인할 수 있는 곡들이다.
그러나 1집 <K2>에서 보컬의 뒤를 든든히 받쳐준 이태섭이(<서태지와 아이들>의 <하여가>,
<정경화>의 <나에게로의 초대>같은 노래로 알려짐)자신의 그룹 루트(The Root)를 결성하기 위해 팀을 떠나면서 K2엔 김성면 혼자 남게 됐다. 하지만 그는 팀 명을 변경하지 않고 계속 K2라는 이름 하에 곡을 발표했다.
다행히 곡에 대한 감각도 변하지 않고 그대로였다. 2집 앨범은 거의 전곡을 작사,작곡을 했다. 또한 그 흔들리지 않은 보컬 소화력은 1997년에 공개된 두 번째 앨범 <Real Spark>에 실린 트랙들에서 엿볼 수 있다. 많은 지지를 얻은 애절한 록발라드 '소유하지 않은 사랑'외 에도 웅장한 스케일의 2집 앨범의 백미 '그들만의 슬픔(통일을 기다리며)', 펑키(Funky)한 느낌의 록 'Corner of my mind'등의 노래들은 바래지 않은 노래 실력을 입증했고, 록을 기반으로한 다양한 록의 변주를 보여주며 뮤지션으로서의 면모를 보여주었다.
1999년 세 번째 음반인 <Vocalist>에서는 싱어송라이터에 대한 전작의 부담을 덜고 조금 더 노래의 다양성을 추구했다. 샤우팅보다는 절제미를 추구하며.'그녀의 연인에게', 김민종과 듀엣으로 부른 '널 위한 나',가 연속으로 주목받았으며, 절제와 시원한 샤우팅이 완벽히 녹아 있는 '유리의 성'은 지금도 록매니아의 애창넘버로 기억되며 K2는 록발라드 전문 팀으로 입지를 굳혔다.
한번만 들어도 K2의 곡이라는 것을 알 수 있을 만큼 이들의 음악은 정형화되어 있다.
하지만 그것이 그들의 단점이자 동시에 강점이다. 조금은 도식적인 그 패턴이 지금까지 K2라는 이름을 팬들의 기억 속에서 사라지지 못하게 한다. 이후 2000년부터는 다시 노바소닉, 이현석밴드 등과 록페스티발 등을 함께 하며 방송보다는 콘서트위주의 활동만 해오고 있다.
한편,  '피노키오' 시절 히트곡 중 하나인 '사랑과 우정 사이'는 당초 김민우 3집 데모곡이었으나 불발되기도 했는데 이 노래도 본인(K2)에겐 10원도 가져다 주지않았고 고등학교(여의도) 3년 후배 손지창 등 소속 가수들이 모두 떠나갈 당시 혼자 의리 지키려다가 손해를 봤으며 이 탓인지 2002년 친동생과 새로 회사를 차렸는데 K2 4집은 앨범 완성도에 욕심을 내 1억원이 넘는 제작비를 들였지만 경제적 문제로 앨범 홍보를 전혀 못해 실패를 봤고  이 과정에서 2008년 파산 신청을 한 뒤 다음 해 법원으로부터 면책 결정을 받아야 했다.

## 학력
- 서울영중초등학교 졸업
- 성남중학교 졸업
- 여의도고등학교 졸업
- 수원대학교 산업공학과 학사

## 음반
- 1988년, Friday-Afternoon Vol.1 - Iron Rose(철장미) “비야(Rain)": 대한민국 최초 헤비메탈 옴니버스 앨범
- 1993년, 밴드 피노키오 - 사랑과 우정 사이, 다시 만난 너에게
- 1995년, K2 1집 《슬프도록 아름다운…, 잃어버린 너》
- 1997년, K2 2집 《그들만의 슬픔, 소유하지 않은 사랑, 재회》
- 1999년, K2 3집 《그녀의 연인에게, 유리의 성》
- 2002년, K2 Live Album - 《Summer Drive, 시간을 거슬러》
- 2004년, K2 4집 - 《사랑을 드려요, Come To Me》
- 2007년, K2 - 《해원가(解寃歌)》
- 2012년, K2 - 《Odejdes》
- 2017년, 《눈빛만 들려》
- 2017년, 《친구끝 연인시작》
- 2019년, 《외치다》

### OST
- 《가위 (영화) OST》 《슬픈 바램, 어둠보다 더 깊은》 (2000년)
- MBC 《그 여자네 집 OST》 《하나뿐인 사랑》 (2001년)
- SBS 《마이 걸 OST》 《사랑이 심심해서》 (2005년)
- 채널A 《해피앤드 OST》 《슬프도록 아름다운》 (2012년)
- KBS drama 《자체발광 그녀 OST Part 2》 《Faraway》 (2012년)
- MBC 《태양의 도시 OST Part 2》 《넌 어느 별에서 왔니》 (2015년)
- KBS1 《빛나라 은수 OST Part 10》 《사랑한다는 그 말이》 (2017년)

## 출연 작품

### 예능
- MBC every1 《네버엔딩, 쇼를 하라》 (2008년 2월 2일)(뱅크의 정시로와 함께 출연)
- Mnet 《100초 전》 (2014년 5월 20일, 1회)(김현식의 어둠 그 별빛)
- KBS1 《콘서트 7080》 (2015년 1월 18일)(김경호편, 김경호•홍경민과 함께 붉은노을만 부름)
- MBC 《미스터리 음악쇼 복면가왕》 (2015년 11월 1일, 31회)(월미도 바이킹, 1라운드 - 비오는 날의 수채화, 정체공개 - 창밖의 여자)
- KBS1 《콘서트 7080》 (2016년 1월 9일, 538회)
- jtbc 《투유 프로젝트 - 슈가맨》 (2016년 2월 23일, 19회)(정일영과 함께 출연)
- KBS2 《불후의 명곡 전설을 노래하다》 (2017년 9월 16일, 321회)(신계행의 가을사랑)
- KBS1 《콘서트 7080》 (2018년 2월 9일)
- KBS1《콘서트 7080》 (2018년 9월 29일)
- MBC 《다시 쓰는 차트쇼 지금 1위는》(2019년 5월 17일-24일, 9회-10회)
- KBS1《콘서트 7080》 (2019년 10월 8일)
- SBS 《불타는 청춘》 (2020년 9월 22일)